# Martta Martikainen-Ypyä
Martta Martikainen-Ypyä, née Martha Irene Martikainen, le 19 septembre 1904 et morte 17 décembre 1992, est une architecte finlandaise.

## Biographie

### Formation
Martta Martikainen-Ypyä naît à Iisalmi. Elle se forme à l'architecture auprès de Kaarlo Borg et Carolus Lindberg. De 1928 à 1936, elle est architecte d'immeubles de bureaux pour le ministère finlandais de la Défense.
Elle obtient officiellement son diplôme de l'Université de technologie d'Helsinki en 1932.

### Carrière
En 1936, Martta Martikainen-Ypyä épouse l'architecte Ragnar Ypyä (fi). Le couple fonde un cabinet d'architectes à Vyborg, où Martta Martikainen-Ypyä collabore avec Elsa Arokallio. Puis il déménage, en 1939, à Helsinki. Le couple est à l'origine de l'hôtel Pielishovi à Joensuu.
Après la Seconde Guerre mondiale, elle œuvre au sein du bureau de production de logements de Hyresgästernas Sparkasse-och Byggnadslånebyrån (HSB) à Stockholm. Elle en devient cheffe de service. Martta Martikainen-Ypyä, seule ou en partenariat avec son mari, remporte un certain nombre de concours d'architecture. Elle conçoit ainsi de nombreux hôpitaux, écoles, usines, immeubles de bureaux et logements individuels.
Elle meurt à Helsinki, en 1992, à l'âge de 88 ans.

## Ouvrages
Martta Martikainen-Ypyä a conçu plusieurs bâtiments avec son mari, comme le bâtiment commercial Starckjohann à Lahti en 1950 et la bibliothèque de Lauritsala avec Veikko Malmio.
Elle a fait don de l'intégralité de sa collection de plans au Musée de l'architecture finlandaise en 1982.

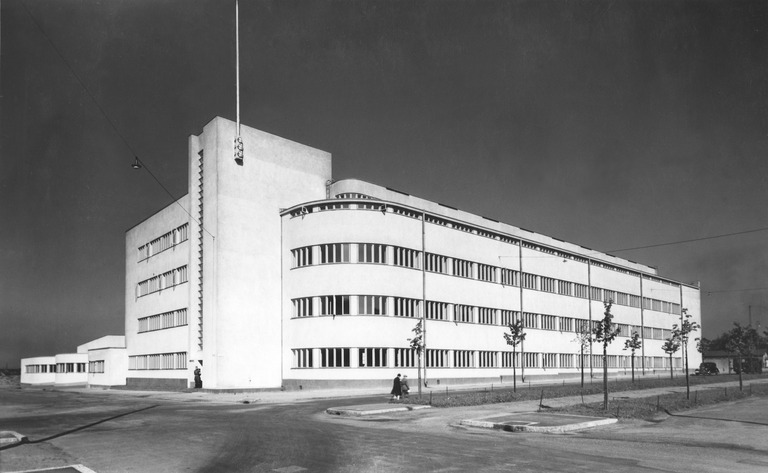
Caserne de Taivallahti, Mechelininkatu 32 – Pohjoinen Hesperiankatu 35 (en 1937).
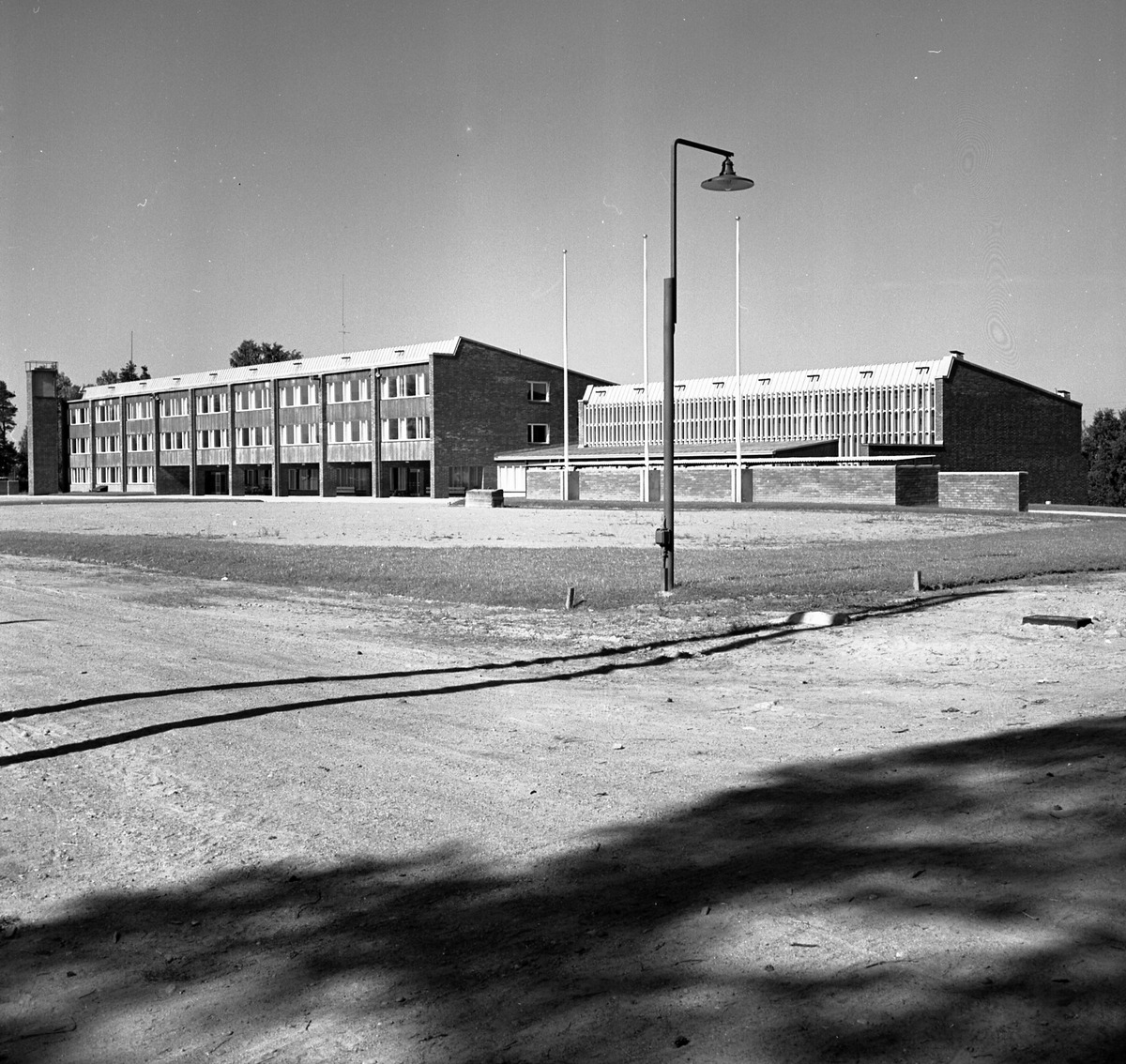
École nationale centrale de Lauritsala  (en 1958)
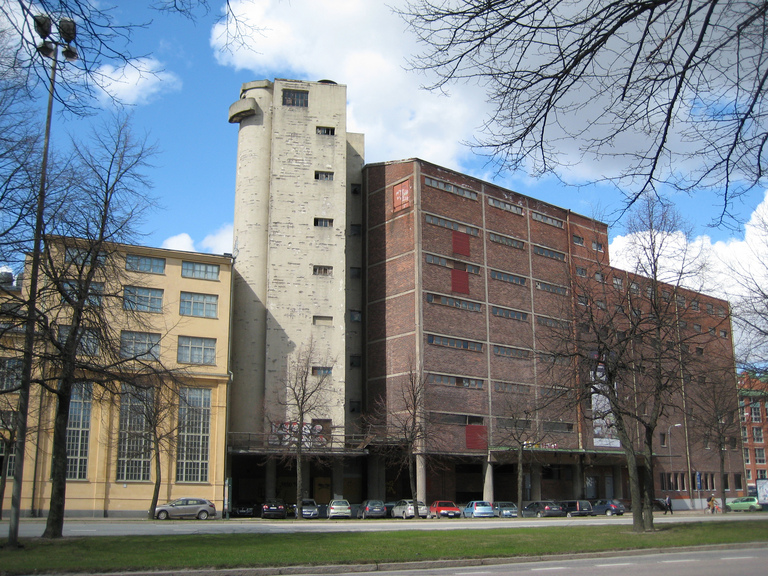
Construction de silos à grains de Helsingin Mylly Oy, Sörnäisten rantatie 19 – Kaikukatu 5 (en  2015)
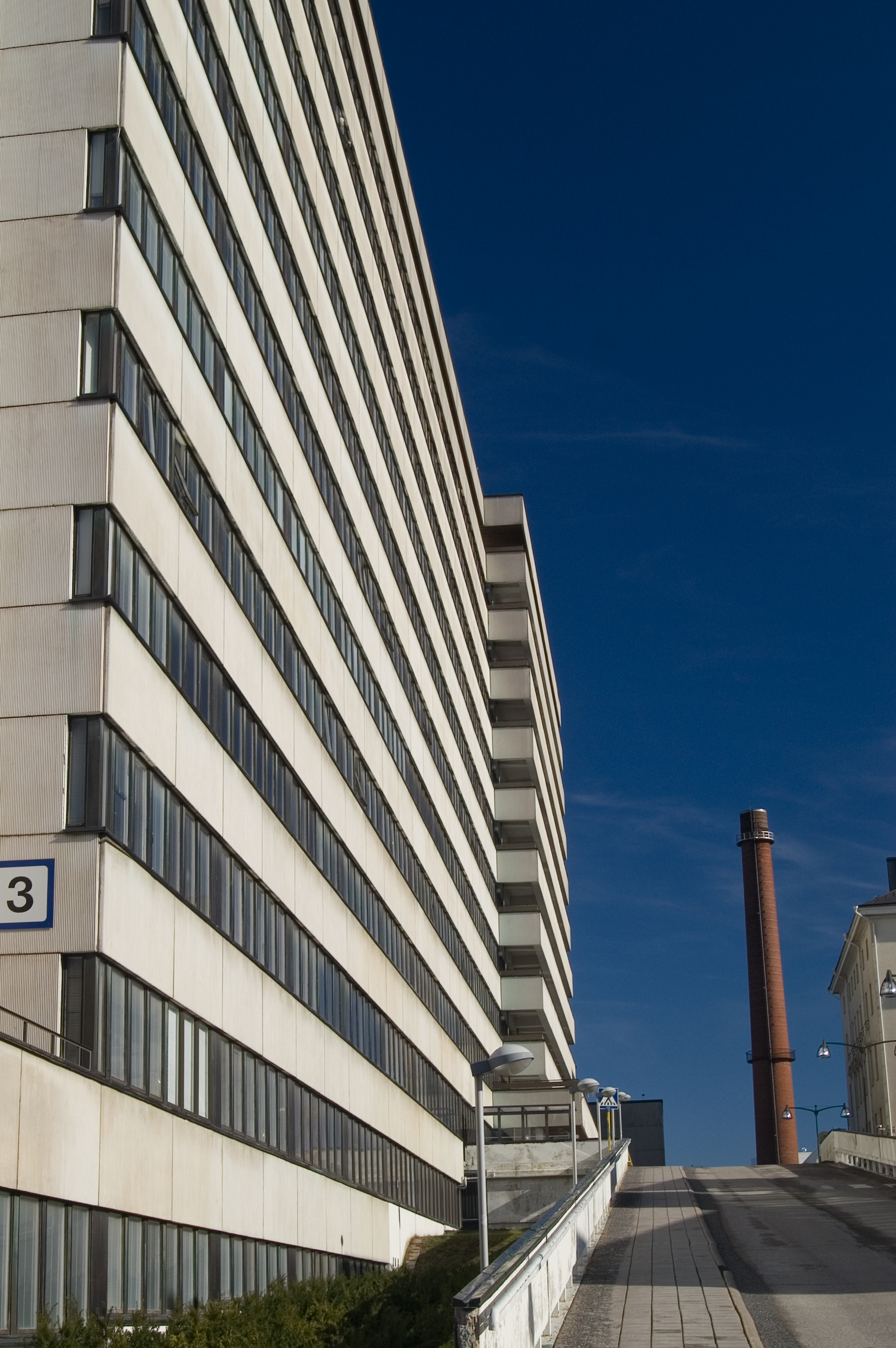
CHU de Turku, bâtiment U, 1955–1968 (en 2007)

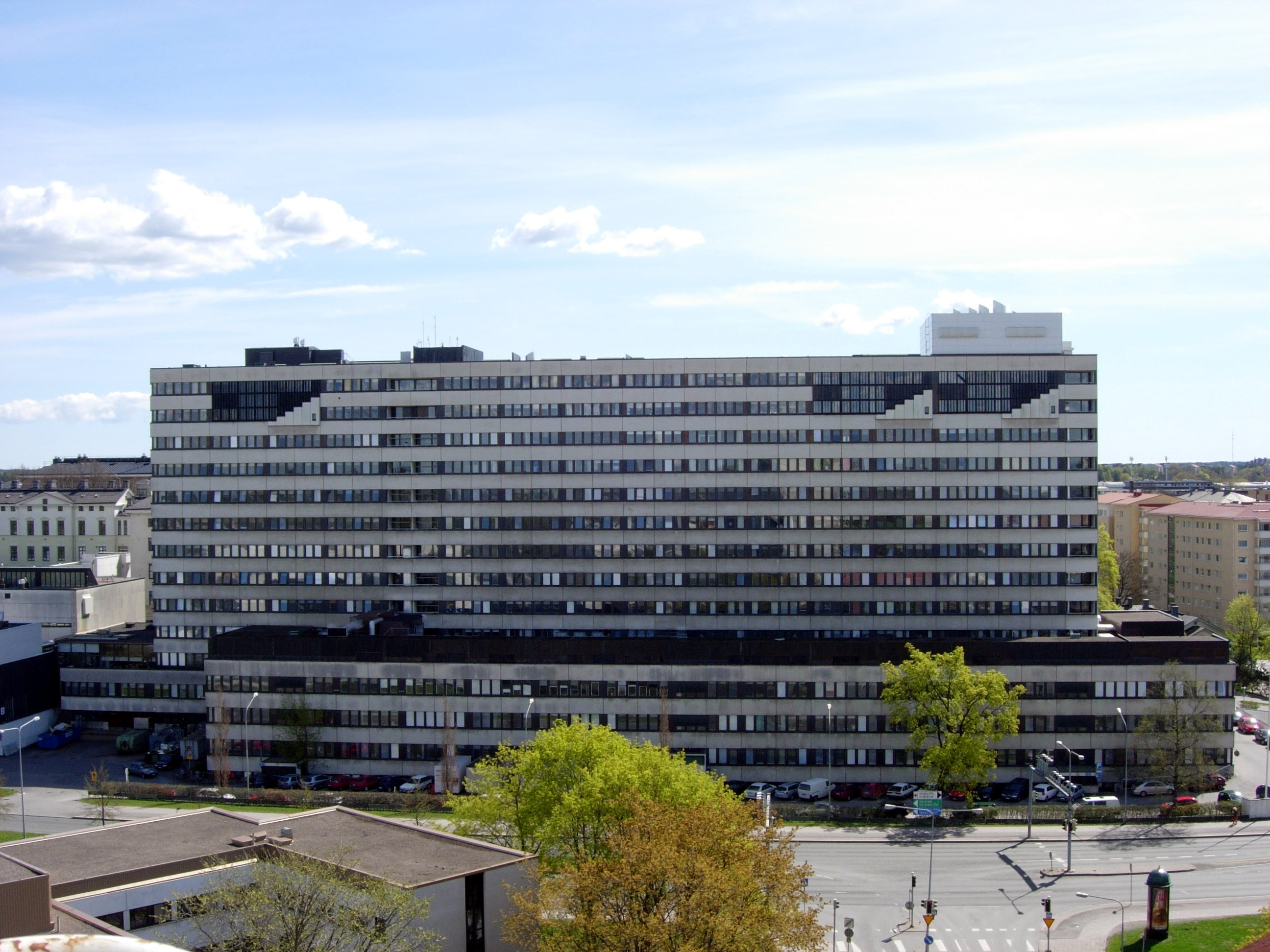
CHU de Turku, bâtiment U,  1955–1968 (en 2007)
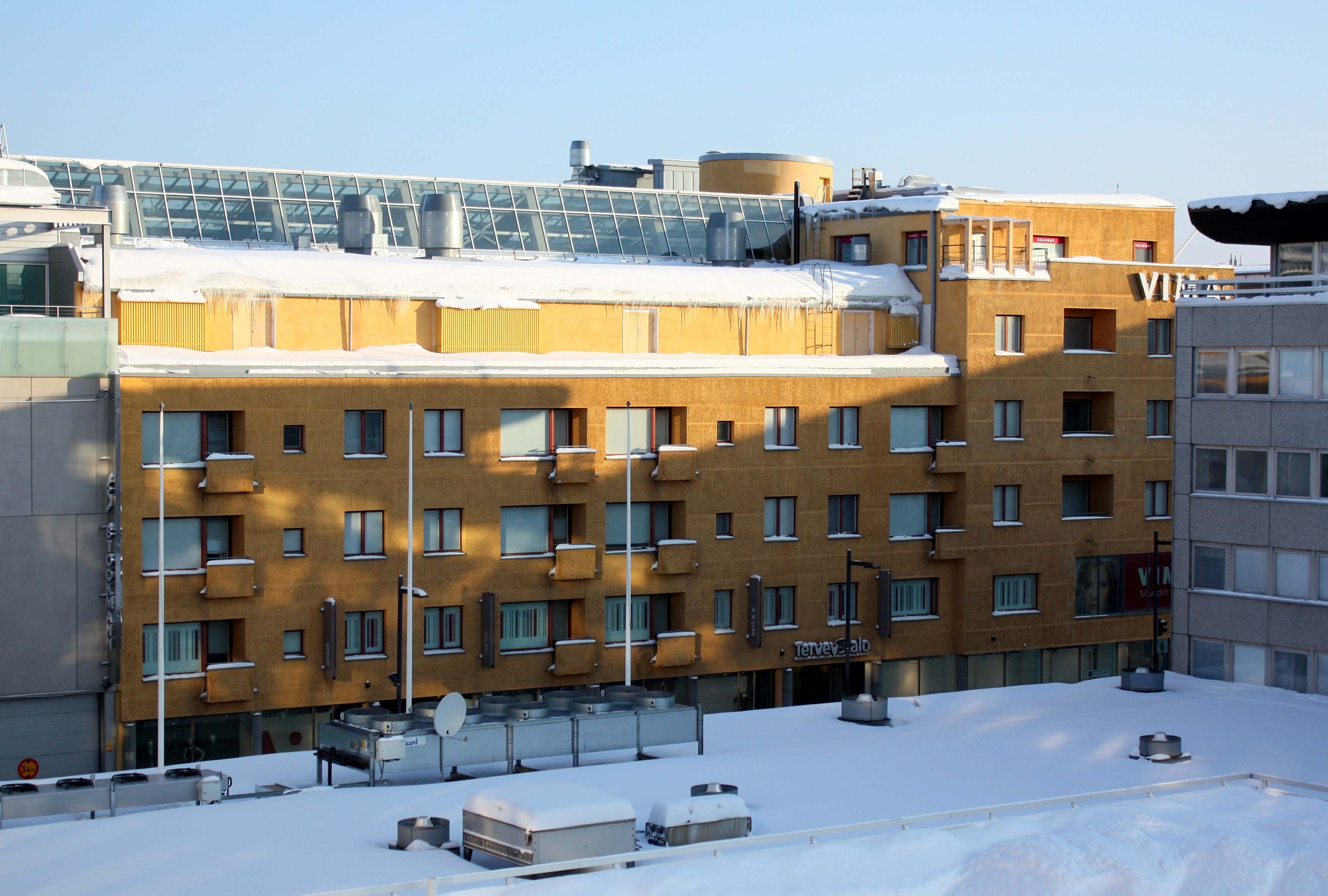
Saaristonkatu 11, Oulu (en 2011)
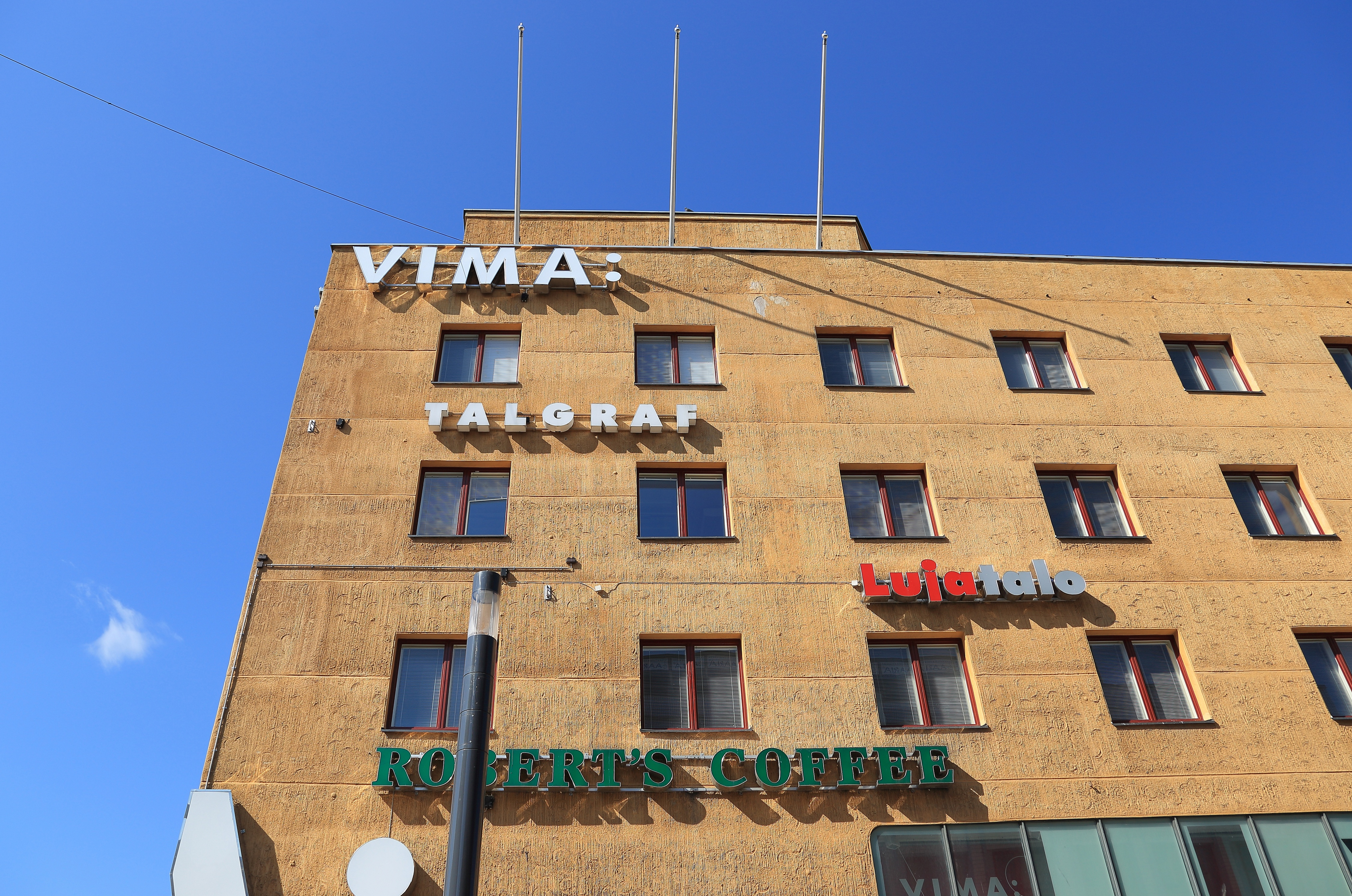
Kirkkokatu 16, Oulu (en 2016)